# Кліше (поліграфія)

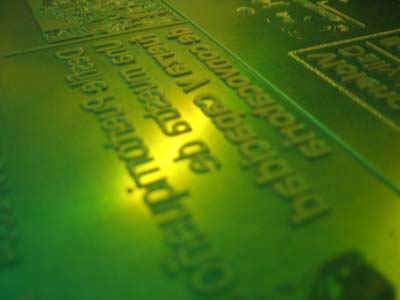
Друкарське кліше

Кліше́ (фр. cliché — «відбиток») — друкарська форма високого друку для поліграфічного відтворення і ілюстрацій. Рельєфний малюнок, кресленик, план і таке інше, зроблені на металевій або дерев'яній основі для відтворення в друкові. Спочатку слово мало стосунок до методу високого друку (де фарба лягає на опуклу поверхню), але потім стало означати будь-яку друкарську форму, з якої робляться відбитки.